# Теорема про рівнобедрений трикутник

Теорема про рівнобедрений трикутник (англ. isosceles triangle theorem, або лат. Pons asinorum) — класична теорема геометрії, яка стверджує, що кути, протилежні бічним сторонам рівнобедреного трикутника, рівні.
Ця теорема з'являється як пропозиція 5 книги 1 «Начал» Евкліда.
Справедливо і зворотне твердження: якщо два кути невиродженого трикутника рівні, то сторони, протилежні їм, є рівними.
Теорема справедлива в абсолютній геометрії, а значить і в гіперболічній геометрії, вона виконується також у сферичної геометрії.

## Pons asinorum

Креслення у доказі Евкліда

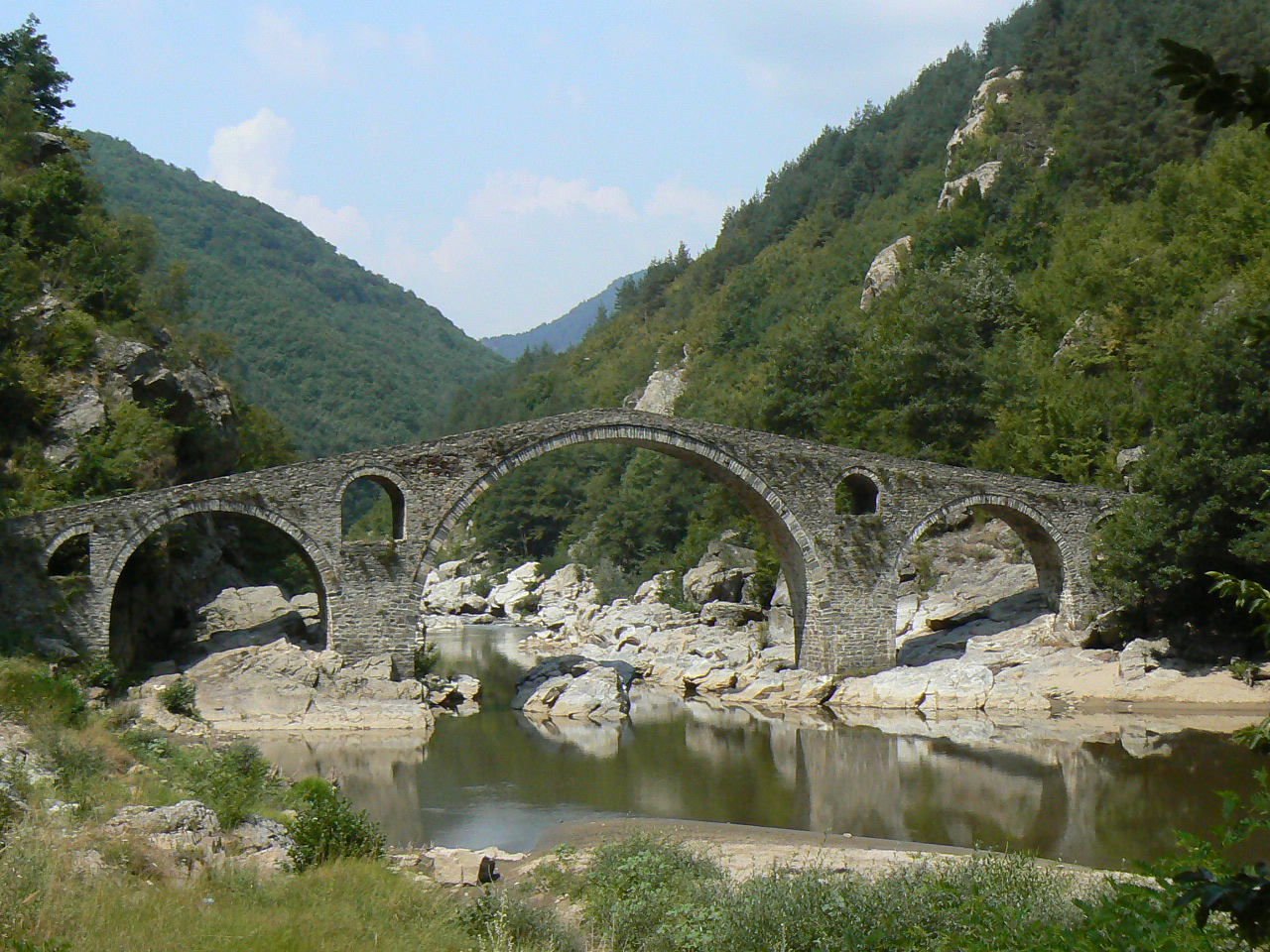
Диявольський міст

Ця теорема іноді називається лат. pons asinorum [ˈpons asiˈnoːrʊm] — «міст ослів».
Існують два можливих пояснення такої назви, одне полягає в тому, що креслення, яке використовується в доказі Евкліда нагадувало міст.
Інше пояснення полягає в тому, що це перший серйозний доказ в «Началах» Евкліда — осли по ньому пройти не можуть.

## Докази

### Евкліда і Прокла
Евклід доводить додатково, що якщо бічні сторони трикутника продовжити за основу, то кути між продовженнями і основою теж рівні.
Тобто, {\displaystyle \measuredangle CBF=\measuredangle BCG} на кресленні до доказу Евкліда.
Прокл вказує на те, що Евклід ніколи не використовує це додаткове твердження і його доказ можна трохи спростити, провівши допоміжні відрізки до бічних сторонах трикутника, а не до їх продовженням.
Інша частина доказу, проходить майже без змін.
Прокл, припустив, що другий висновок може бути використаний як обґрунтування в доказі наступної пропозиції, де Евклід не розглянув усі випадки.
Доказ спирається на попереднє припущення в «Началах» — на те, що сьогодні називають ознака рівності трикутників по двох сторонах і куту між ними.

Доказ Прокла
Нехай {\displaystyle \triangle ABC} — рівнобедрений трикутник з рівними сторонами {\displaystyle AB} і {\displaystyle AC}.
Позначимо довільну точку {\displaystyle D} на стороні {\displaystyle AB} і побудуєм точку {\displaystyle E} на стороні {\displaystyle AC} так, щоб {\displaystyle AD=AE}.
Проведемо відрізки {\displaystyle DC}, {\displaystyle BE} і {\displaystyle DE}.
Оскільки {\displaystyle AD=AE}, {\displaystyle AB=AC} і кут {\displaystyle \angle A} спільний, по рівності двох сторін і кута між ними, {\displaystyle \triangle BAE\cong \triangle CAD}, а отже рівні їх відповідні сторони і кути.
Звідси кут {\displaystyle \measuredangle ABE=\measuredangle ACD} і {\displaystyle \measuredangle AEB=\measuredangle ADC} і {\displaystyle BE=CD}.
Оскільки {\displaystyle AB=AC} і {\displaystyle AD=AE}, віднімання з рівних частин рівні одержуєм {\displaystyle BD=CE}.
Застосовуючи знов ознаку рівності трикутників по двох сторонах і куту між ними, одержуєм, що {\displaystyle \triangle DBE\cong \triangle ECD}.
Звідси {\displaystyle \measuredangle BDE=\measuredangle CED} і {\displaystyle \measuredangle BED=\measuredangle CDE}.
Віднімаючи з рівних частин рівні одержуємо {\displaystyle \measuredangle BDC=\measuredangle CEB}.
Знов таки за цією ознакою, одержуємо, що {\displaystyle \triangle BDC\cong \triangle CEB}.
Отже {\displaystyle \measuredangle B=\measuredangle C}.

### Папп
Прокл також наводить дуже короткий доказ, яке приписують Паппу.
Він простіший і не вимагає додаткових побудов.
У доказі застосовується ознака рівності по двох сторонах і куту між ними до трикутника і його дзеркального відображення.
Доказ Паппа
Нехай {\displaystyle \triangle ABC} — рівнобедрений трикутник з рівними сторонами {\displaystyle AB} і {\displaystyle AC}.
Оскільки кут {\displaystyle \angle A} спільний {\displaystyle AB=AC} по двох сторонах і куту між ними {\displaystyle \triangle ABC\cong \triangle ACB}.
Зокрема, {\displaystyle \measuredangle B=\measuredangle C}, що і треба було довести

### Інші

Доказ Паппа іноді збиває учнів тим, що потрібно порівнювати трикутник «з самим собою».
Тому, часто у підручниках дається наступне більш складне доведення.
Воно простіше ніж доказ Евкліда, але використовує поняття бісектриси.
В «Началах» побудова бісектриси кута наводиться тільки в реченні 9.
Тому порядок викладу доводиться міняти, щоб уникнути можливості кругового міркування.
Доведення
Нехай {\displaystyle \triangle ABC} — рівнобедрений трикутник з рівними сторонами {\displaystyle AB} і {\displaystyle AC}.
Проведемо бісектрису кута {\displaystyle \angle A}.
Нехай {\displaystyle X} — точка перетину бісектриси з стороною {\displaystyle BC}.
Відзначим, що {\displaystyle \triangle BAX\cong \triangle CAX} оскільки {\displaystyle \measuredangle BAX=\measuredangle CAX}, {\displaystyle AB=AC} і {\displaystyle AX} спільна сторона.
Отже, {\displaystyle \measuredangle B=\measuredangle C}, що і треба було довести.
Лежандр використовує подібні конструкції в своїх «Éléments de géométrie», но, приймаючи {\displaystyle X} як середину {\displaystyle BC}. Доведення аналогічно, но використовується ознака рівності трикутників по трьох сторонах.